# Hohes Gras
Das Hohe Gras ist mit 614,8 m ü. NHN der höchste Berg des Habichtswälder Berglands und der höchste von dessen Teil Hoher Habichtswald. Es erhebt sich im Gebiet der kreisfreien Stadt Kassel und im Landkreis Kassel in Nordhessen.
Auf dem Berg befinden sich ein Aussichtsturm mit Sendeanlage und Berggaststätte, der Kletterwald Kassel und am südöstlichen Berghang ein Wintersportgebiet.

## Geographie

### Lage
Das Hohe Gras liegt im Naturpark Habichtswald im Kasseler Stadtteil Bad Wilhelmshöhe und im Gebiet der direkt südlich seines Gipfels im Landkreis Kassel angrenzenden Gemeinde Schauenburg. Als gut im Wald versteckte und nur sanft ansteigende Kuppe fällt es in den Höhenlagen des Habichtswaldes kaum auf.
Nachbarberge oder Bergausläufer sind: Großer Steinhaufen im Norden, Ziegenkopf im Nordosten, Kleiner Herbsthaus im Südosten, Kaulenberg im Südsüdwesten, Ahrensberg mit naher Anhöhe Uhlenstein im Westen und Essigberg im Nordwesten.
Südsüdwestlich der Kuppe des Hohen Gras entspringt der Rehgraben, der in Richtung Süden östlich vorbei am Kaulenberg fließt, um nördlich von Schauenburg-Hoof in den Bauna-Quellbach Kleine Bauna zu münden.

### Naturräumliche Zuordnung
Das Hohe Gras gehört in der naturräumlichen Haupteinheitengruppe Westhessisches Berg- und Senkenland (Nr. 34), in der Haupteinheit Habichtswälder Bergland (342) und in der Untereinheit Hoher Habichtswald und Langenberg (342.0) zum Naturraum Hoher Habichtswald (342.00). Nach Süden fällt die Landschaft in den Naturraum Hoofer Pforte (342.01) ab.

## Aussichtsturm mit Sendeanlage und Berggaststätte

### Beschreibung und Geschichte

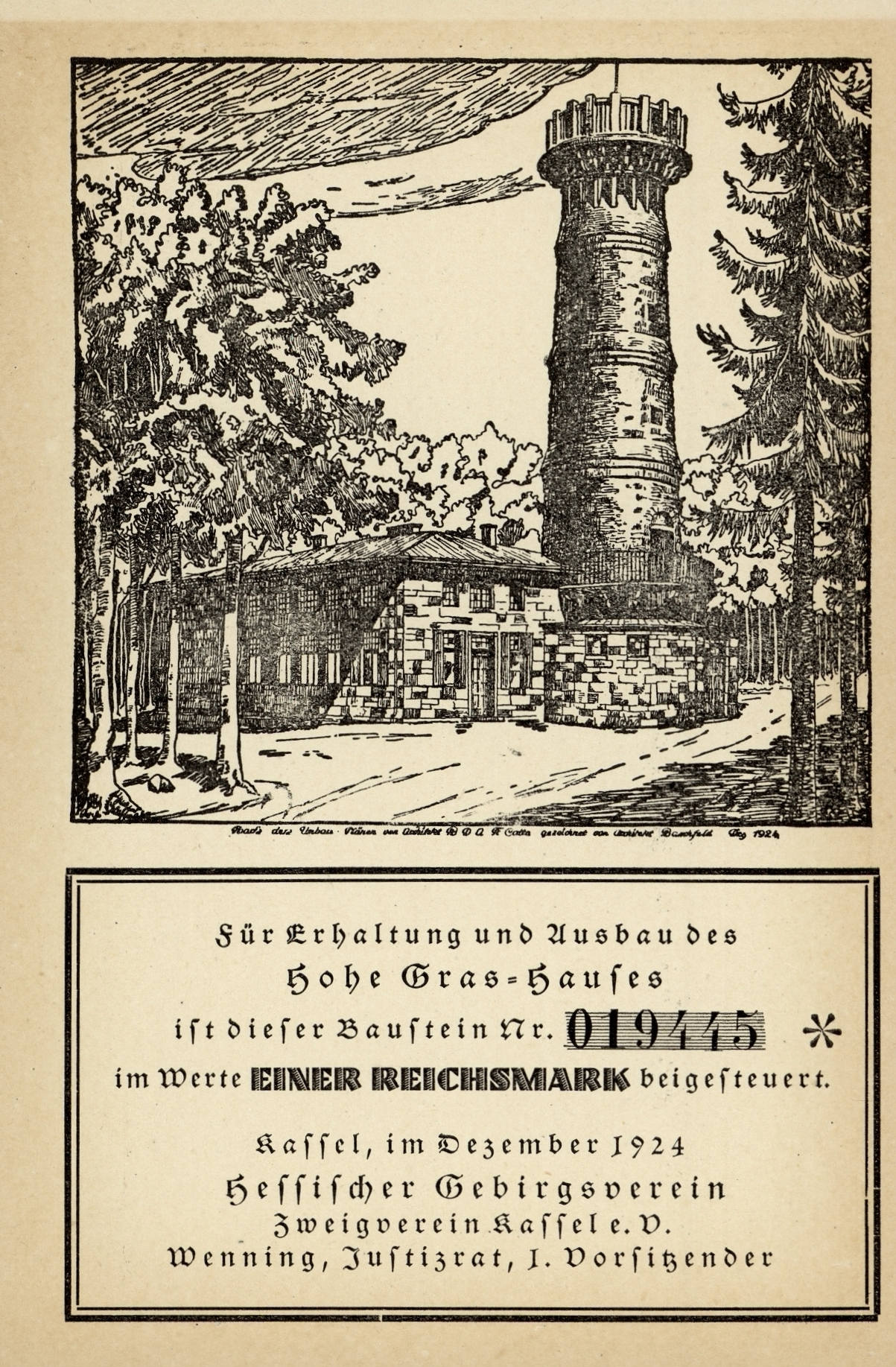
Baustein über 1 RM des Hessischen Gebirgsvereins für die Erhaltung und Ausbau des Hohe Gras-Hauses vom Dezember 1924

Im Gipfelbereich des Berges steht der Aussichtsturm Hohes Gras mit Sendeanlage und an den Turm grenzend die Berggaststätte Hohes Gras. Beide Steingebäude stehen im Kasseler Stadtgebiet; entlang des direkt südlich in West-Ost-Richtung vorbeiführenden Waldwegs verläuft die Grenze zur Gemeinde Schauenburg.
Der Turm ist bis zum Dach gemessen 30,7 m hoch; oberhalb davon befinden sich die Antennen der Sendeanlage. Das Gelände am Turmfuß liegt auf 614,7 m Höhe. Seine Aussichtsplattform befindet sich auf 27,7 m Höhe (24,7 m ursprüngliche Turmhöhe plus 3 m Erhöhung von 1969), was 642,4 m ü. NHN entspricht.
Die Grundsteinlegung des Turms erfolgte am 24. Mai 1888, die Turmeinweihung am 18. Mai 1890. Die für die Bauarbeiten erforderliche Baracke blieb zunächst erhalten und erlaubte einen regulären Ausschank an die stetig zunehmende Besucherschar. Daher wurde eine Berggaststätte mit Biergarten beantragt, deren Fertigstellung am 15. November 1904 folgte.
1925 führten witterungsbedingte Beschädigungen zur sofortigen Sperrung des Turms für Besucher und zur ersten „Grunderneuerung“. Der Hessisch-Waldeckische Gebirgs- und Heimatverein erwarb 1929 das Grundstück. Während des Zweiten Weltkriegs (1939–1945) wurde der Turm im Dezember 1944 durch Fliegerbomben beschädigt und im April 1945 durch die amerikanische Militäradministration beschlagnahmt.
Die Oberpostdirektion Kassel übernahm 1947 eine oberhalb der Aussichtsplattform des Turms installierte Sendeanlage – später auch vom Hessischen Rundfunk (hr) genutzt. Seit 1953 wurde das Bauwerk für Wanderer wieder begehbar. Für die Sendeanlage und für eine Erhöhung der Aussichtshöhe wurde der Turm von 1969 bis 1970 durch die PreussenElektra (PREAG) mit einem modernen, architektonisch nicht an den Turmunterbau angepassten Aufbau versehen.
Die zweite „Grunderneuerung“ des Turms fand von 1985 bis 1987 statt.

### Aussichtsmöglichkeit
Die Aussichtsplattform wird seit Jahrzehnten zumeist von Kronen zahlreicher Bäume überragt, welche die Rundumsicht stark einschränken und unterbrechen. Jedoch sind bei guter Fernsicht das Rothaargebirge im Westen, Teile des Eggegebirges im Nordwesten, der Köterberg und Solling im Norden, Reinhardswald und Harz im Nordosten, Kaufunger Wald und Hoher Meißner im Osten sowie zwischen Ästen teilweise die Rhön im Südosten zu sehen. In der näheren Umgebung erkennt man die Kuppen von Wattenberg, Isthaberg und Großem Bärenberg (mit Bärenbergturm) sowie den nahen Fernmeldeturm Habichtswald auf dem Essigberg.

## Uhlenstein
Zwischen dem Hohen Gras und dem Ahrensberg liegt im Landkreis Kassel im Gemeindegebiet von Habichtswald der Uhlenstein (⊙), eine sanfte Anhöhe von mindestens 607,5 m Höhe, deren Waldlandschaft in Richtung Süden in das Schauenburger Gemeindegebiet abfällt. Auf dem Uhlenstein steht ein Wasserbehälter, nördlich davon breitet sich der ehemalige Standortübungsplatz Ehlen aus.

## Herkulesbahn
Ein aus Richtung Neuholland kommender Streckenabschnitt der von 1902 bis 1966 betriebenen Herkulesbahn führte ab 1918 vorbei am Ziegenkopf mit der Zeche Roter Stollen zum Hohen Gras. Dorthin beförderte sie Güter und von 1925 bis zur endgültigen Stilllegung des Abschnitts im Jahr 1940 auch Personen. Andere Trassen verliefen unter anderem auch zum Brasselsberg und namensgebenden Herkules.

## Wandern und Sport

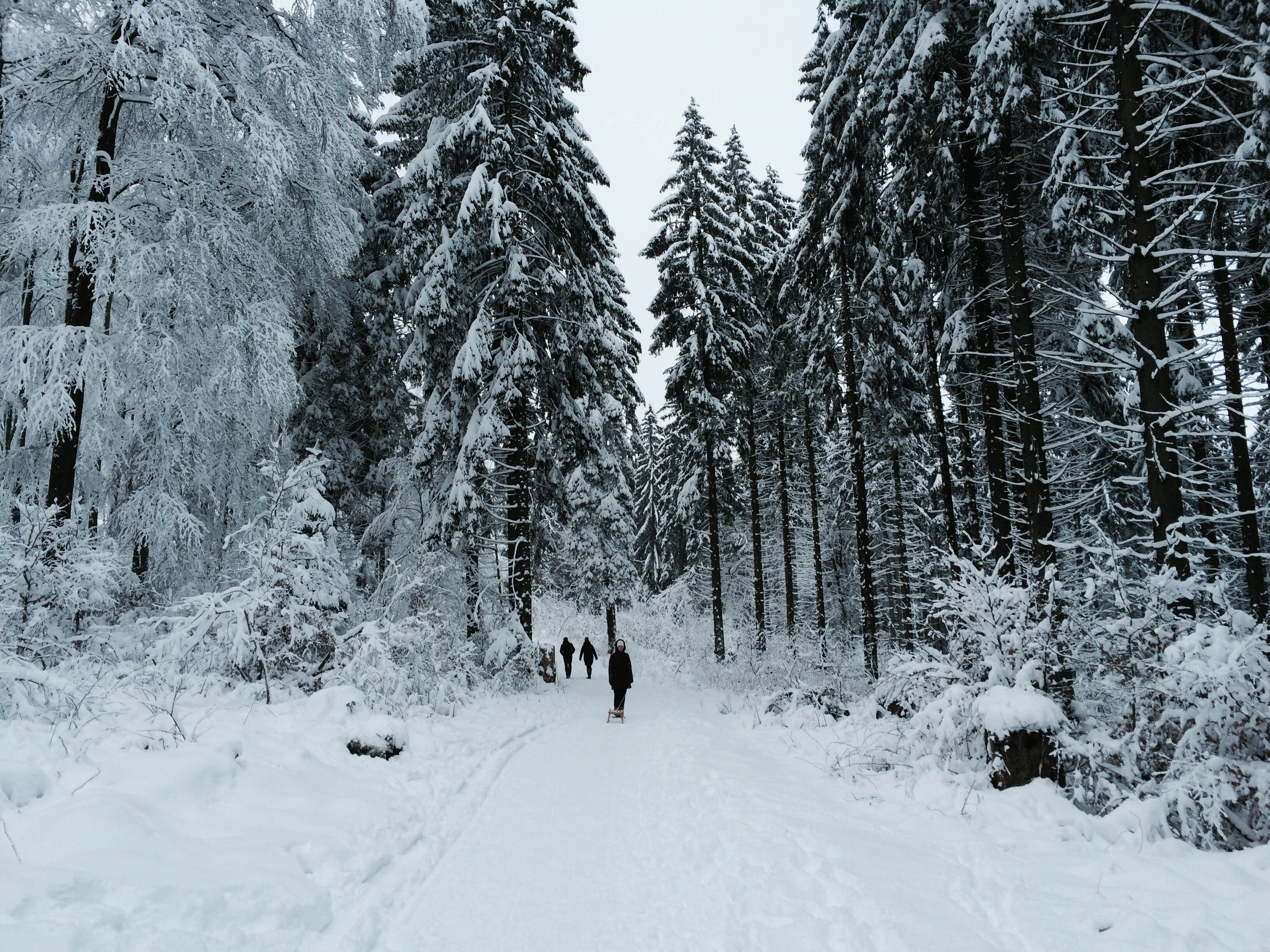
Rodler auf dem Weg zum Rodelhang am Hohen Gras

Zahlreiche Waldwege laden am Hohen Gras zu Spaziergängen und Wanderungen ein; unter anderem verläuft der Herkulesweg und zudem die Extratour H3 des Habichtswaldsteiges über das Hohe Gras und vorbei am Uhlenstein. Im Winter lockt insbesondere der Ostsüdosthang des Bergs als Wintersportgebiet Besucher an: Auf dem Südosthang befindet sich ein Skilift (Bügelschlepplift) mit einer 510 m langen Skipiste. Parallel zur Piste verläuft eine etwa gleich lange Rodelbahn. Beide haben rund 80 m Höhenunterschied. Seit 16. Mai 2009 gibt es in Gipfelnähe den Kletterwald Kassel.

## Anfahrt
Das Hohe Gras kann mit dem Auto über die breite Verbindungsstraße Kassel–Ehlen (von Ost nach West Druseltalstraße, Im Druseltal und Ehlener Straße genannt; Landesstraße 3296) angefahren werden. Von Osten oder Westen kommend biegt man etwa am höchsten Punkt der Straße – der Beschilderung Hohen Gras folgend – nach Süden auf eine ehemalige Panzerstraße und dann auf einen Fahrweg zum Parkplatz auf der Bergkuppe ab. Man kann auch mit den Bussen der KVG anreisen, die etwa 350 m nordwestlich der Kuppe halten.